# パノラマ電波横丁
『パノラマ電波横丁』（パノラマでんぱよこちょう）は、2001年4月16日から2002年3月28日まで毎日放送テレビ（MBSテレビ）が独自に編成していた深夜番組放送枠の名称。

## 概要
月曜深夜から木曜深夜の週4日間、24:55 - 25:30 (JST) の時間帯に編成されていた放送枠で、曜日ごとに異なる主旨のバラエティ番組群を放送していた。同時間帯に編成された固有名称を持つ放送枠としては、1990年代中期の『テレビのおもうツボ』枠以来になる。担当プロデューサーは村田元。各番組の最初にシュールな短編アニメーション『ケナゲちゃん』（制作：原田専門家、キャラクターデザイン：宍戸留美）を放送した後に本編がスタートするという構成になっていた。
しかし、同時期に金曜深夜に編成されていた『フライデーエキスプレス』枠がその後も3年間存続していたのとは対照的に、この枠は短命に終わった。以来、同時間帯に放送の深夜番組群は全て単独番組として放送されている。

## 放送番組一覧

### 2001年4月以降
- 月曜 見参!アルチュン
- 火曜 パンチ・デ・ニーロ
- 水曜 ￥8万長者 走れ!スッカラくん
- 木曜 よるこ

### 2001年10月以降
- 月曜 見参!アルチュン
- 火曜 PPP （TBS製作、遅れネット） - 2002年2月に木曜へ移動。
- 水曜 ￥8万長者 走れ!スッカラくん
- 木曜 品庄内閣（TBS製作、遅れネット）

### 2002年2月以降
- 月曜 見参!アルチュン
- 火曜 Marble
- 水曜 ￥8万長者 走れ!スッカラくん - 2002年4月に金曜深夜の『フライデーエキスプレス』枠へ移動。
- 木曜 PPP （TBS製作、遅れネット） - 火曜から移動。